# Mittonia
Mittonia is een geslacht van vlinders van de familie snuitmotten (Pyralidae).

## Soorten
- M. carcassoni Whalley, 1964
- M. hampsoni (Distant, 1897)